# Zamayón
Zamayón és un municipi de la província de Salamanca, a la comunitat autònoma de Castella i Lleó. Limita al Nord i Est amb Valdelosa, al Sud amb Torresmenudas, Aldearrodrigo, El Arco i San Pelayo de Guareña i a l'Oest amb Palacios del Arzobispo.

## Demografia
| 1991 | 1996 | 2001 | 2004 |
| ---- | ---- | ---- | ---- |
| 174  | 212  | 206  | 195  |